# Souvenir (canción)
«Souvenir» es el quinto sencillo de la banda británica de synth pop Orchestral Manoeuvres in the Dark (OMD), el primero extraído de su tercer álbum de estudio, Architecture & Morality, publicado en su país en disco de vinilo de 7" y 10", el 4 de agosto de 1981 por el sello subsidiario de Virgin Records, DinDisc Records.
La canción epónima «Souvenir» fue escrita por Paul Humphreys y Martin Cooper. Su publicación en el poco frecuente formato de vinilo de 10 pulgadas es una versión extendida del tema.
El máster de esta canción está dedicado a Ian Curtis, cantante de Joy Division. Tras la muerte de Curtis la formación se llamaría New Order.
En España alcanzó el número 1 en la lista de Los 40 Principales.

## Listado de canciones

### Edición en 7 pulgadas
Los lados, además del orden alfabético, se titularon «Sceneside» (lado de escena) y «Typeside» (lado de tipo); tipo referente a tipo de letra.

| Sceneside A |            |          |  |
| N.º         | Título     | Duración |  |
| 1.          | «Souvenir» | 3:39     |  |

| Typeside B |                                   |          |  |
| N.º        | Título                            | Duración |  |
| 1.         | «Motion & Heart» (Amazon version) | 3:07     |  |
| 2.         | «Sacred Heart»                    | 3:30     |  |

### Edición en 10 pulgadas
Extended Souvenir
| Lado A |                       |          |  |
| N.º    | Título                | Duración |  |
| 1.     | «Souvenir» (Extended) | 4:16     |  |

| Lado B |                                     |          |  |
| N.º    | Título                              | Duración |  |
| 1.     | «Motion and Heart» (Amazon version) | 3:07     |  |
| 2.     | «Sacred Heart»                      | 3:30     |  |